# Cittadella Giudiziaria (Santa Maria Capua Vetere)
La Cittadella Giudiziaria di Santa Maria Capua Vetere, istituita nel distretto della Corte d'appello di Napoli, consiste in vari edifici ubicati nel centro cittadino di Santa Maria Capua Vetere.

Essa ospita il Tribunale di Santa Maria Capua Vetere, la Procura della Repubblica e l'Ufficio UNEP. Gli uffici del Giudice di Pace di Santa Maria Capua Vetere sono, invece, collocati fuori dalla Cittadella Giudiziaria.

## Storia

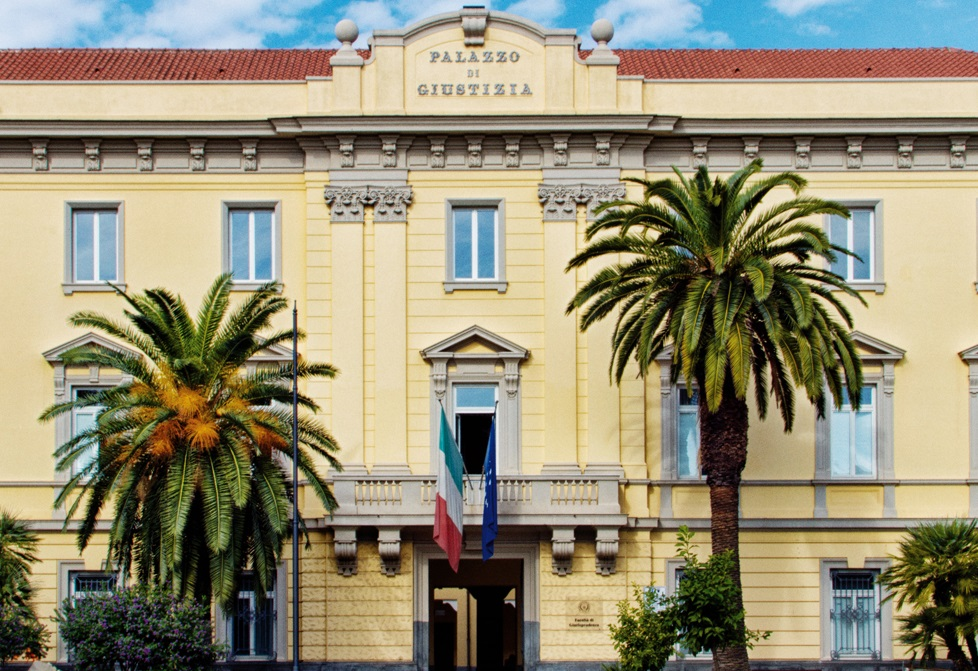
Palazzo Melzi

Santa Maria Capua Vetere è sede del Tribunale fin dal 1808. Giuseppe Bonaparte, re di Napoli, con la legge n. 140 del 20 maggio 1808 che regolava l'organizzazione giudiziaria, infatti, vi ci stabilì la sede del Tribunale di prima istanza e del Tribunale criminale.

Come prima locazione degli uffici dei due tribunali fu scelta la ex sede arcivescovile di Palazzo Melzi.
 
Tale sede rimase invariate fino alla seconda metà del XX secolo quando si iniziarono i lavori di spostamento degli uffici in quanto la struttura di Palazzo Melzi non era più in grado di accogliere il numero, cresciuto esponenzialmente, di uffici e di cause.

Fu così che venne realizzato nel 1987 il Palazzo di Giustizia sito in Piazza Resistenza, nel centro cittadino, che ospitava, ed ospita, la sede penale del Tribunale e la Procura della Repubblica.

Quanto al sede civile del Tribunale fu trasferita in un condominio in via Santagata ristrutturato in modo da poter ospitare gli uffici.

Tale sede, che provocava non pochi disagi ai lavori giudiziali, permase per circa 30 anni fino al 16 settembre 2019 quando è stata inaugurata la nuova sede presso l'ex Caserma Mario Fiore e formando, così, con il Palazzo di Giustizia, sito a pochi passi, di fatto una cittadella giudiziaria nel centro cittadino.

La nuova sede civile del Tribunale, unita alle opere di ristrutturazione in corso dal 2018 per il Palazzo di Giustizia, sembrano aver posto fine ai disagi ma anche alla "secolare" questione sullo spostamento del Tribunale a Caserta. Discussione che si è protratta fino dall'istituzione stessa del Tribunale nel 1808 e avuto maggior forza a partire dal 1945 con la soppressione della Provincia di Terra di Lavoro, che aveva come capoluogo Capua, e l'istituzione della Provincia di Caserta diventando così l'unica provincia in cui insiste un unico Tribunale ad ospitare un Tribunale non sito nella città del capoluogo di provincia.

## Struttura
La Cittadella Giudiziaria è composto, come detto, da vari edifici siti quasi tutti nel centro cittadino, che nel corso degli anni si sono aggiunti e l'hanno costituita. Essi sono:
- Il Palazzo di Giustizia, costituito da sei piani, realizzato nel 1987. Qui è situata la sede penale del Tribunale, la Procura della Repubblica e gli uffici dell'Ordine degli Avvocati di Santa Maria Capua Vetere.
- Palazzo San Carlo, costituito da tre piani. Realizzato nel 1800 è stata la sede storica del comune per poi finire in uno stato di abbandono. Ristrutturato nel 2017, dal gennaio 2018 ospita gli uffici di presidenza del Tribunale e la sede del Gip.[3]
- L'ex Caserma Mario Fiore, costituita da due piani. Dopo aver ospitato per anni una caserma militare, è stata da prima sede del comando cittadino della guardia di finanza per poi subire un abbandono strutturale. Ristrutturata, dal 16 settembre 2019 ospita la sede civile del Tribunale.
- L'Ufficio notificazioni, esecuzioni e protesti (Ufficio UNEP), collocato a poca distanza dai due tribunali.

Gli uffici del Giudice di Pace, invece, trovano una collocazione esterna alla cittadella in quanto collocati in un padiglione sito in Via Spartaco, Località Grattapulci.

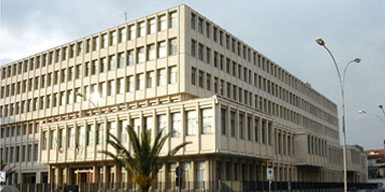
Palazzo della Giustizia
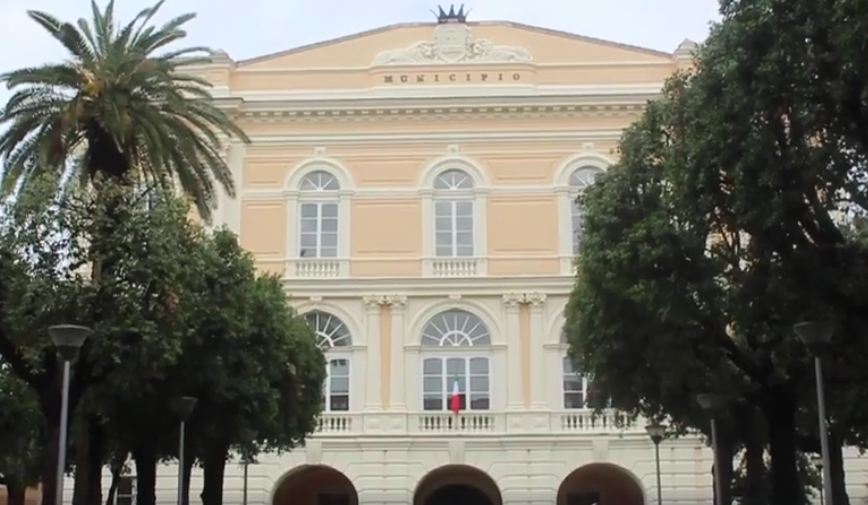
Palazzo San Carlo
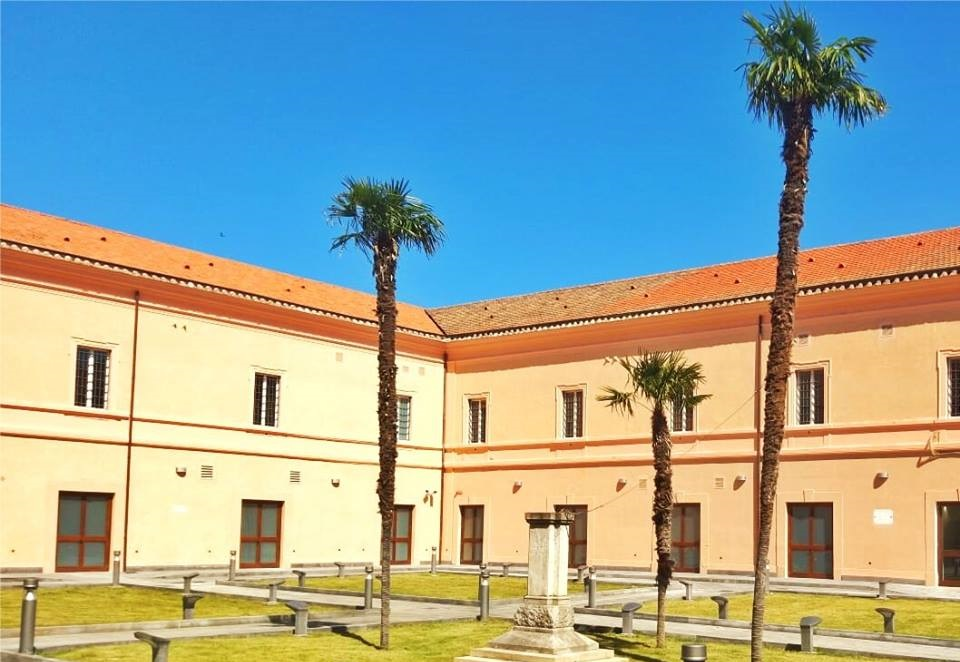
Interno ex Caserma Mario Fiore